# Westray Stone
Koordinaten: 59° 19′ 27,5″ N, 2° 59′ 16,9″ W
Der mit kunstvollen Ritzungen versehene Westray Stone (deutsch „Stein von Westray“) wurde im Jahr 1981 in einer Megalithanlage bei Pierowall auf Westray (Orkney) gefunden. Der mit Doppel-Spiralen, konzentrischen Halbkreisen und Rhomben verzierte Stein wird in das 3. Jahrtausend v. Chr. datiert und ist der einzige seiner Art in Großbritannien. Er ist nur mit dem Stein von Newgrange im Tal des Boyne in Irland zu vergleichen.
Der Fundplatz liegt an der Kante eines niedrigen Höhenrückens zwischen der Bucht von Pierowall im Osten und der Bucht von Grobust im Nordwesten. Der Rücken verbindet den Hauptteil von Westray mit den Halbinseln Aikerness und Rackness. Geologisch wird die Insel von Rousay Flags geformt, einer Spielart des Old-Red-Sandsteins, der häufigsten Gesteinsart auf Orkney.
Der Westray-Stein war Teil eines jungsteinzeitlichen Kammergrabes, das bereits in vorgeschichtlicher Zeit auf einem mehrphasig genutzten Platz im Norden der Insel zerstört wurde, wobei der Stein in mehrere Stücke zerbrach. Die beiden Haupthälften wurden sofort geborgen, zwei kleinere Bruchstücke wurden bei einer Nachgrabung der Universität Cardiff nahe dem Pierowall Quarry (Steinbruch) gefunden.

## In der Nähe
Die Figurine des Westray Wife (auch Orkney Venus genannt) wurde in den Links of Noltland gefunden. Der Westray Stone steht bei Quoybirse.